# С̄
Ne doit pas être confondu avec la lettre latine c macron (C̄, c̄).
Cette page contient des caractères spéciaux ou non latins. S’ils s’affichent mal (▯, ?, etc.), consultez la page d’aide Unicode.
L’es macron (capitale С̄, minuscule с̄) est une lettre de l’alphabet cyrillique qui a été utilisée dans l’écriture de l’akhvakh, du bagwalal et du chamalal, ou dans la transcription de l’arabe en russe. Elle est composée d’un es avec un macron.

## Utilisations
L’es macron est utilisé dans l’écriture du chamalal dans le dictionnaire chamalal-russe de , dans l’écriture du bagwalal dans la dictionnaire bagwalal-russe de Magomedova et dans l’écriture de l’akhvakh dans le dictionnaire akhvakh-russe de Magomedova et Abdulaeva.
L’es macron est utilisé pour translittérer le sīn arabe avec un shadda ‹ سّ ›, par exemple dans ‹ Шифа̄’ ас-с̄’иль › (شفاء السّائل), dans la Nouvelle Encylopédie philosophique.

## Représentation informatique
L’es macron peut être représenté avec les caractères Unicode suivants (cyrillique, diacritiques) :
| formes    | représentations | chaînes de caractères | points de code | descriptions                                      |
| --------- | --------------- | --------------------- | -------------- | ------------------------------------------------- |
| capitale  | С̄               | С◌̄                    | U+0421 U+0304  | lettre majuscule cyrillique es diacritique macron |
| minuscule | с̄               | с◌̄                    | U+0441 U+0304  | lettre minuscule cyrillique es diacritique macron |